# Kuchyňa
Kuchyňa je obec na Slovensku v okrese Malacky. Žije v ní přibližně 1 800 obyvatel. První písemná zmínka o vesnici pochází z roku 1206. 

## Přírodní poměry
Poblíž východního okraje vesnice začíná chráněná krajinná oblast Malé Karpaty. Východně od vsi zasahuje do jejího katastrálního území kopec Vysoká (754 metrů) se stejnojmennou přírodní rezervací a na jihovýchodě se nachází Čertův kopec (751 metrů).
Lesní komplex na severovýchodě je chráněn jako přírodní rezervace Pralesy Slovenska – Zámok.
Vodní nádrž Kuchyňa umožňuje rybolov a koupání, poblíž je Camping Park Karpaty. Severně od vesnice leží vodní nádrž Vývrat s chatovou osadou.

## Doprava
Východně od obce se táhne vojenský újezd Záhorie a tři kilometry jihozápadně je letiště Vzdušných sil Slovenské republiky Malacky (ICAO: LZMC). Na západním okraji vesnice stojí vlaková stanice Kuchyňa na místní trati Zohor – Plavecký Mikuláš.

## Pamětihodnosti
- Farní kostel svatého Mikuláše z roku 1701
- Zřícenina hradu Kuchyňa

## Partnerská obec
- Podolí, Česko[3]